# Castros en Guipúzcoa
Los castros en Guipúzcoa, norte de España, eran poblados amurallados propios de culturas celtas que colonizaron la península ibérica desde finales de la edad de bronce (1100 años a. C.). hasta principios de nuestra era.

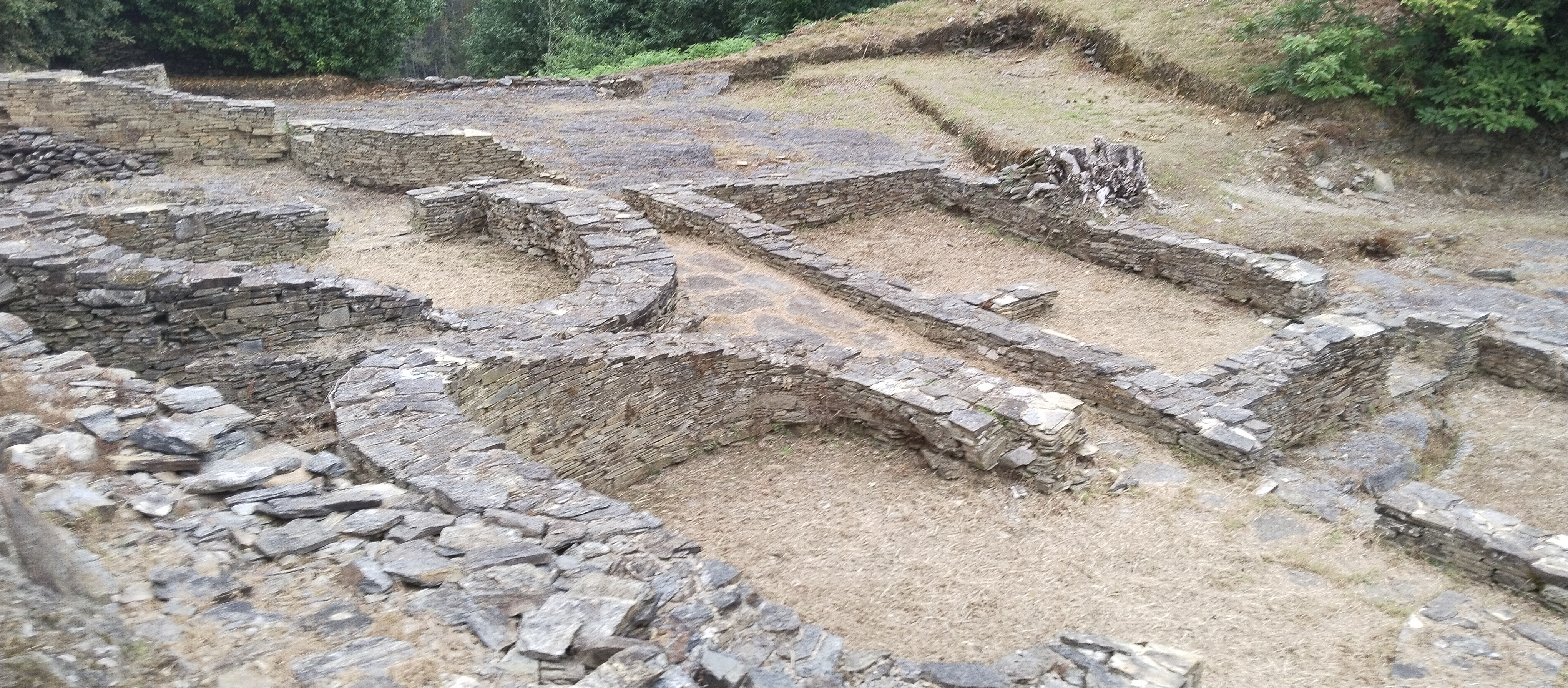
Castro en la Cornisa Cantábrica

Guipúzcoa fue, con toda probabilidad,  un territorio propicio para el asentamiento de migraciones  celtas creando castros en colinas o promontorios rocosos a una distancia tal que podrían interconectarse unos con otros. Su fundamento era el control y la defensa tribal frente a otras etnias o grupos que cohabitaban el territorio. 
En Guipúzcoa existen aproximadamente 10 castros identificados y probablemente el número se incrementará con el tiempo dado que muchos de ellos han sucumbido al paso del tiempo y a los efectos de la naturaleza.
La palabra castro proviene del latín castrum que significa "fortificación militar".

## Descripción
El elemento definidor por excelencia de los castros  es  la muralla habitualmente de entre 2 y 3 metros de grosor que les rodea y facilita la delimitación del mismo.

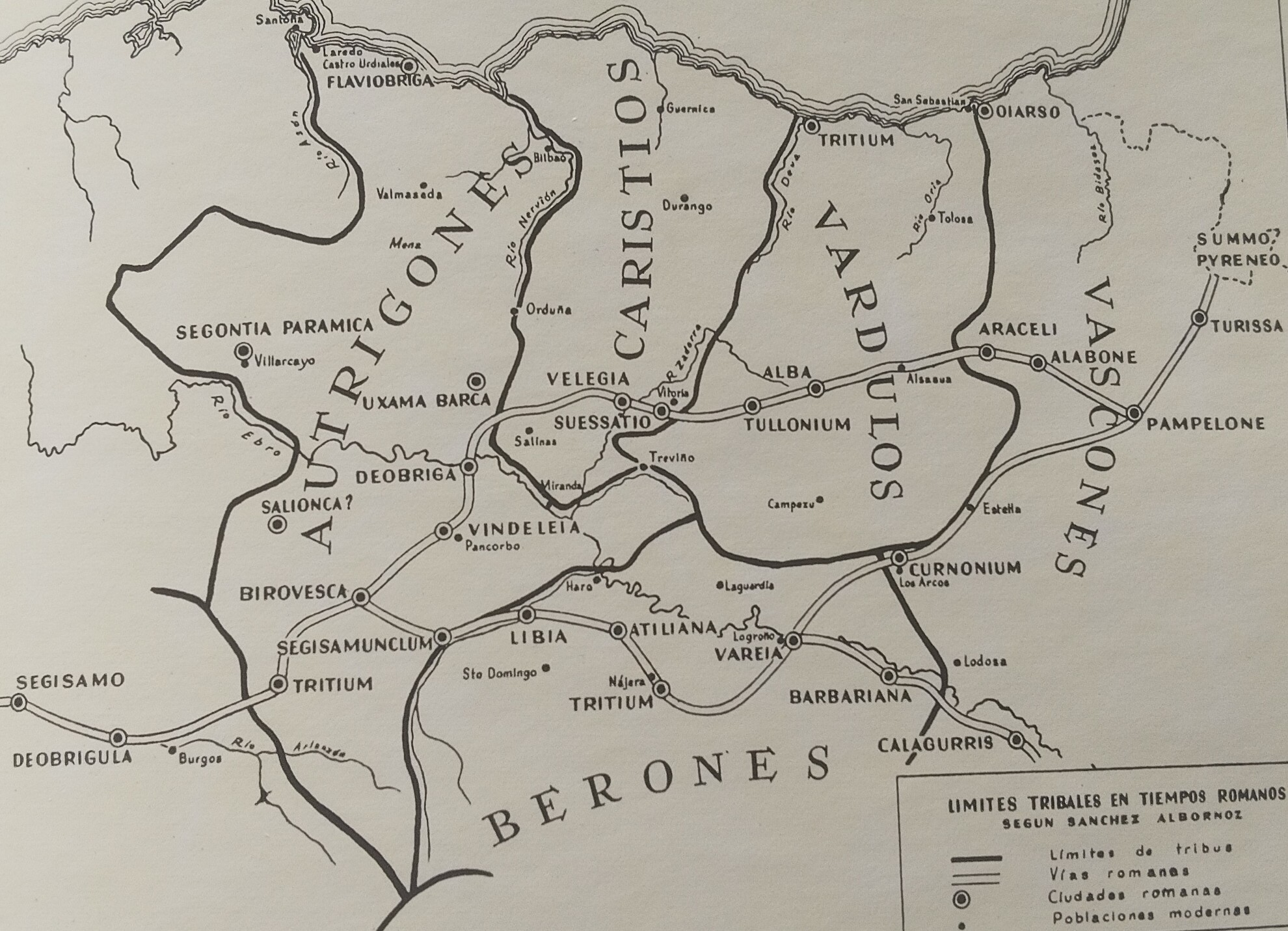
Límites tribales en tiempos romanos

Normalmente tenían una única puerta de entrada, supuestamente franqueada por una puerta de madera.
El lugar de asentamiento era muy importante para añadir una defensa natural a la muralla y controlar el tránsito de las personas por el territorio.
En el  interior de estas murallas no existían calles. Las  estructuras habitables del poblado eran de una planta y los materiales que se usaron para su construcción eran el adobe y la madera.
A partir del siglo I o II de nuestra era los castros fueron despoblándose paulatinamente en favor de aldeas o emplazamientos abiertos, en muchas ocasiones en la proximidad del antiguo castro.
Dentro de cada unidad habitable había un lugar  dedicado al hogar, y también se han visto  agujeros tallados en la roca natural, con forma semicircular en un extremo, cuya función podría ser recoger el agua de lluvia.

## Catalogación
- Castro de Inchur: Entre Tolosa y Albistur. a unos 650 metros de altitud y de unas 10 hectáreas.[9]
- Castro de Murumendi: Próximo al castro de Inchur de 1.9 hectáreas.[10]
- Castro de Burunza: En Andoaín a 439 metros de altitud y de 0.7 hectáreas.[11]
- Castro de Basagain: En Anoeta a 295 metros de altitud .[12]
- Castro de Muñoaundi: Entre Azcoitia y Azpeitia en la cima del monte Munoaundi y de 7 hectáreas.[13]
- Castro de Moru: En Elgoibar en la cima del monte Moru y de 3 hectáreas.[14]
- Castro de Murugain: En Arrechabaleta-Mondragón. De 4.7 hectáreas.[15]
- Castro de Akutu: En Régil a 664 metros de altitud y de 3 hectáreas.[16]
- Castro de Belaku: En Beizama a 800 metros de altitud.[17]
- Castro de Santiagomendi: En Astigarraga a 297 metros de altitud.
- Castro de Larte:  En Gaztelu.[18]

## Epílogo
Hay pocos datos para interpretar como fue la relación y el mestizaje de las diferentes etnias que coincidieron en Guipúzcoa durante el periodo de los castros: las etnias  indoeuropeas, los celtas, los vascones  o la civilización romana al comienzo de nuestra era.
A partir de la limitada evidencia disponible, se han formulado diversas teorías sobre la interacción entre estas culturas ancestrales; sin embargo, ninguna de ellas cuenta con un respaldo plenamente contrastado desde el punto de vista arqueológico o documental.